# Delfina Pignatiello

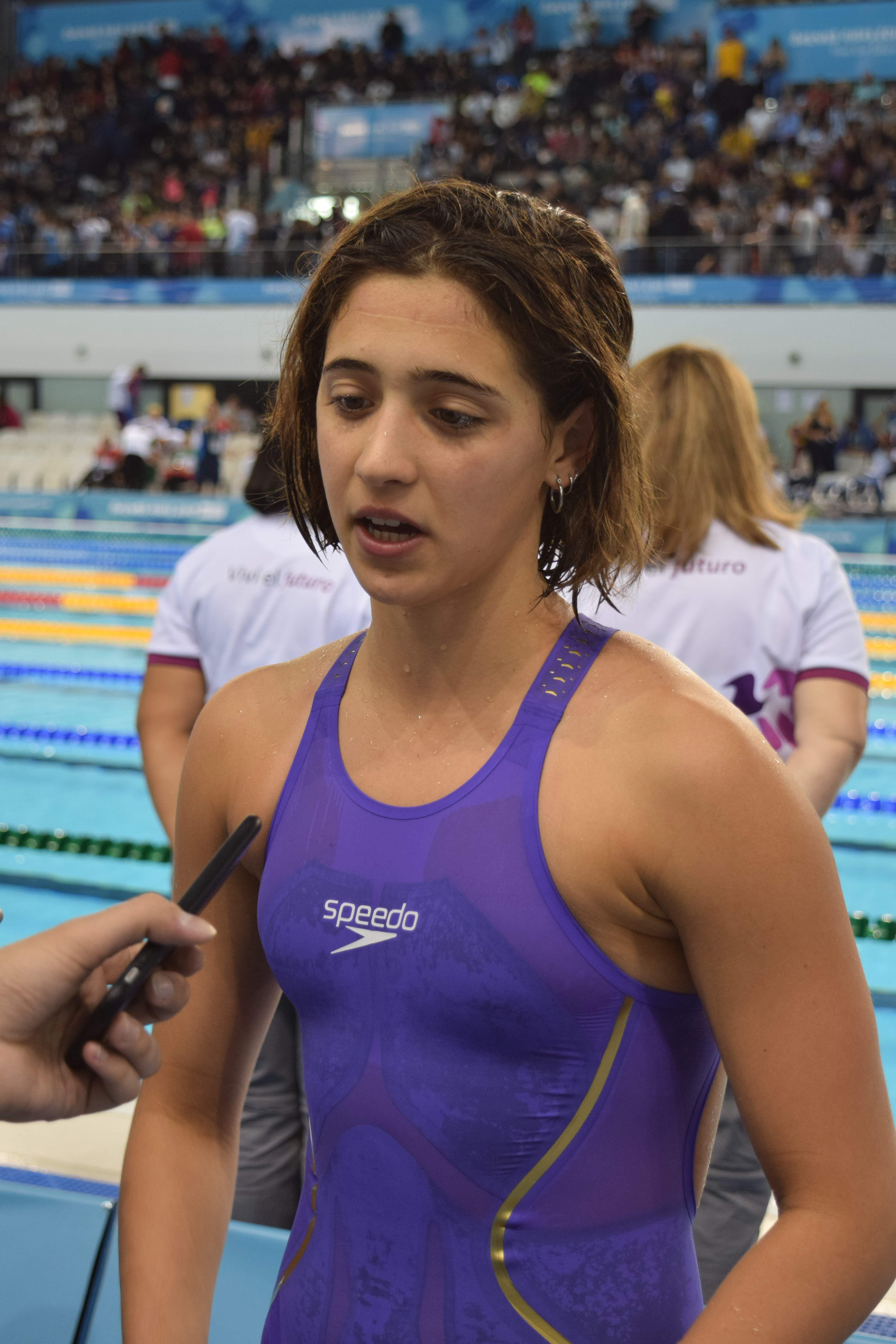
Delfina Pignatiello bei den Olympischen Jugendspielen 2018

Delfina Narella Pignatiello (* 19. April 2000 in San Isidro, Buenos Aires) ist eine ehemalige argentinische Schwimmerin. Sie gewann drei Goldmedaillen bei Panamerikanischen Spielen.

## Sportliche Karriere
Delfina Pignatiello gewann im Dezember 2015 die argentinischen Landesmeisterschaften uber 200 Meter und über 400 Meter Freistil. Bei den Südamerikameisterschaften 2016 wurde sie Dritte über 400 Meter Freistil und jeweils Vierte über 200 und 800 Meter Freistil. Auf allen drei Strecken gewann sie die argentinischen Meistertitel 2016. Ende 2016 bei den Kurzbahnweltmeisterschaften in Windsor wurde sie Sechste über 800 Meter Freistil. Im August 2017 bei den Juniorenweltmeisterschaften in Indianapolis siegte Pignatiello über 800 und über 1500 Meter Freistil vor der Ungarin Ajna Késely, die Ungarin  gewann den Wettbewerb über 400 Meter Freistil vor Pignatiello. Delfina Pignatiello wurde 2017 Argentiniens Sportler des Jahres, wobei im Regelfall nur eine Persönlichkeit die Auszeichnung erhält. Zwei Jahre zuvor hatte mit der Judoka Paula Pareto ebenfalls eine Frau gewonnen.
Im Oktober 2018 bei den Olympischen Jugendspielen in Buenos Aires siegte Késely über 400 und 800 Meter Freistil jeweils vor Pignatiello. Einen Monat später bei den Südamerikameisterschaften gewann Pignatiello über 200 Meter und 400 Meter Freistil sowie mit der 4-mal-200-Meter-Freistilstaffel. Über 800 Meter und 1500 Meter Freistil wurde sie jeweils Zweite hinter der Chilenin Kristel Köbrich.
Im August 2019 bei den Panamerikanischen Spiele in Lima verfehlte Pignatiello mit beiden Freistilstaffeln knapp die Medaillenränge. Sie gewann aber die Titel über 400 Meter, 800 Meter und 1500 Meter Freistil und hatte dabei jeweils mindestens eine Sekunde Vorsprung vor ihren Gegnerinnen. Im März 2021 siegte Pignatiello bei den Südamerikameisterschaften über 400 und 800 Meter Freistil. Über 1500 Meter schlug sie als Zweite an und auch die 4-mal-200-Meter-Freistilstaffel erreichte den zweiten Platz. Vier Monate später bei den Olympischen Spielen in Tokio trat Pignatiello zunächst über 1500 Meter Freistil an und wurde 29. der Vorläufe unter 33 Teilnehmerinnen. Die Vorläufe über 800 Meter Freistil begannen drei Tage nach denen über 1500 Meter. Als 27. unter 30 Starterinnen blieb sie zehn Sekunden über ihrer Siegeszeit bei den Südamerikameisterschaften.
Im Juni 2022 erklärte sie im Alter von 22 Jahren ihren Rücktritt vom Leistungssport.